# 양천 최씨
양천 최씨(陽川崔氏)는 서울특별시 양천구를 본관으로 하는 한국의 성씨이다. 시조 최원(崔遠)은 전주 최씨의 시조인 최순작(崔順爵)의 후손이며, 고려에서 봉선대부(奉善大夫), 밀직부사(密直副使) 등을 지내며 공을 세워 양천백(陽川伯)에 봉해졌다.

## 참고 자료
- “양천최씨(陽川崔氏)”. 뿌리를 찾아서.[깨진 링크(과거 내용 찾기)]